# Matija Nastasić
Matija Nastasić (în sârbă Матија Настасић pronunțat [mǎtija nǎstasitɕ]; n. 28 martie 1993) este un fotbalist sârb, care joacă pe post de fundaș central la Leganés în La Liga. Pe plan internațional, are prezențe la națională pentru Serbia, Serbia U19⁠(d), Serbia U21⁠(d) și Serbia U17⁠(d).
Și-a început cariera la Partizan, iar după un împrumut la Teleoptik s-a alăturat echipei ACF Fiorentina în 2011. După un sezon, el s-a transferat la Manchester City pentru 15 milioane de euro plus Stefan Savici, câștigând Premier League în 2014, în ciuda problemelor accidentărilor de care a avut parte. În 2015 a ajuns la Schalke, care l-a împrumutat inițial.
Nastasić și-a făcut debutul internațional pentru naționala Serbiei în 2012, pentru care a strâns 34 de selecții.

## Cariera pe echipe

### Partizan
Matija Nastasić este un produs al academiei de tineret a lui Partizan. Nu a reușit să se impună în prima echipă a echipei Partizan, fiind împrumutat la echipa din liga secundă a Serbiei FK Teleoptik din Zemun. Acolo, stângaciul fundaș stânga a jucat 21 de meciuri și i-a atras atenția directorului sportiv al Fiorentina la acel moment, Pantaleo Corvino, care l-a adus la echipă pentru 4 milioane de euro.

### Fiorentina
Nastasić a jucat pentru o perioadă la echipa de tineret a Fiorentinei, dar, din cauza lipsei unor fundași centrali de calitate care să-i suplinească pe cei accidentați și suspendați, s-a antrenat cu prima echipă în mai multe rânduri. Antrenorul sârb de la Fiorentina, Siniša Mihajlović, l-a debutat în Serie A pe 11 septembrie 2011, într-o victorie cu 2-0 împotriva Bolognei. El a continuat să joace încă 25 de meciuri în acel sezon, ieșind în evidență în unul dintre ele. A fost meciul dintre La Viola și AC Milan de la Stadio Artemio Franchi în care Nastasić și-a arătat multe dintre calitățile sale - deposedări, calmul, perspicacitatea tactică. Aceste calități au condus la un transfer făcut în ultima zi de transferuri de echipa engleză Manchester City, plătind pentru el 24,4 milioane de euro excluzând valoarea lui Stefan Savici, care a fost trimis Fiorentinei ca parte a transferului.

### Manchester City

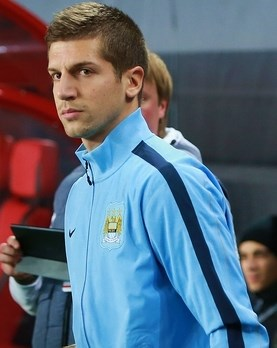
Nastasić jucând pentru Manchester City în 2013.

Nastasić a semnat un contract de cinci ani cu noul club Manchester City, care se încheia la 30 iunie 2017. El a făcut parte dintr-un schimb cu Stefan Savici. Și-a făcut debutul pentru club la 18 septembrie 2012, într-un meci din Liga Campionilor împotriva lui Real Madrid de pe stadionul Santiago Bernabéu. El și-a făcut debutul în Premier League pe 29 septembrie într-o victorie scor 2-1 împotriva lui Fulham. A devenit titular și forma sa bună l-a făcut să câștige premiul de cel mai bun jucător al lunii al lui Manchester City în luna noiembrie. Devenind rapid un favorit al fanilor, tânărul l-a scos pe Joleon Lescott de 30 de ani din echipă pe postul de fundaș stânga și a fost titular în finala Cupei Angliei din 2013, într-o înfrângere scor 1-0 cu Wigan Athletic. În mai 2013, a fost numit cel mai bun tânăr jucător al sezonului pentru Manchester City.
Nastasić a avut un sezon mai puțin reușit în 2013-2014, lipsind în majoritatea sezonului din cauza accidentărilor. El a jucat 13 meciuri în campionat, iar Manchester City a câștigat titlul de Premier League.

### Schalke 04

#### Sezonul 2014-2015
La 13 ianuarie 2015, după ce nu a jucat pentru City în turul sezonului, el a fost împrumutat la clubul german Schalke 04 pentru șase luni. El a debutat la 31 ianuarie, începând cu o victorie acasă cu  Hannover 96, scor 1–0. După ce nu a jucat în Liga Campionilor în acel sezon pentru Manchester City, el a avut drept de joc și a jucat în ambele meciuri din optimile acestei competiții împotriva lui Schalke.
La 11 martie 2015, Schalke 04 a activat clauza de transfer a împrumutului, considerată a fi de 12 milioane de euro, iar Nastasić a semnat un contract de patru ani cu clubul german.

#### Sezonul 2015-2016
La 8 august 2015, Nastasić a marcat golul de debut al sezonului, marcând primul său gol pentru club, într-o victorie scor 5-0 la MSV Duisburg în primul tur al DFB-Pokal.

## Cariera la națională
După ce a jucat deja pentru echipele de tineret ale Serbiei, Nastasić și-a făcut debutul pentru echipa națională a Serbiei la 29 februarie 2012, într-un meci împotriva Ciprului.

## Statistici privind cariera

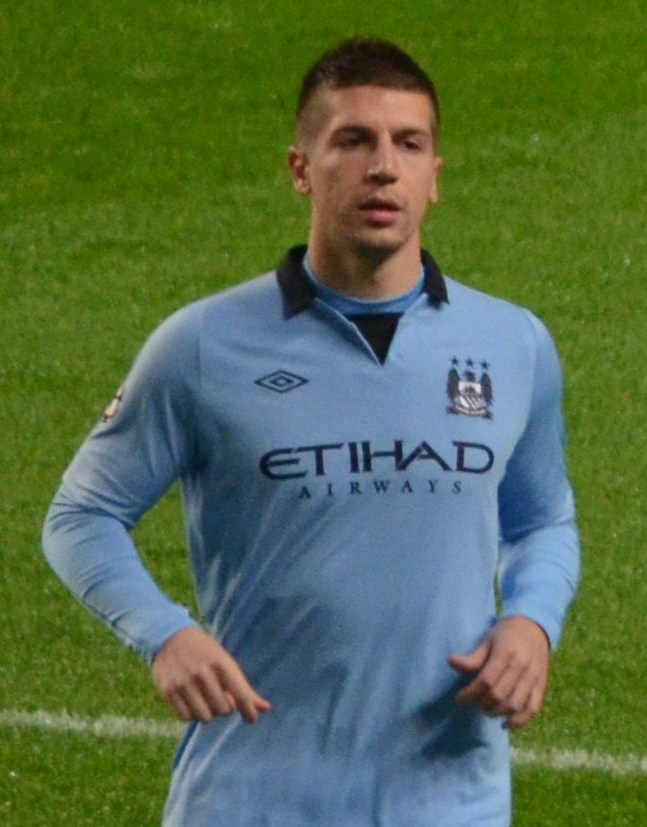
Nastasić jucând pentru Manchester City în meciul cu Real Madrid în 2012

### Club
Până pe 11 mai 2019. 
| Club            | Sezon         | Campionat         | Campionat | Campionat | Cupă    | Cupă   | Europe  | Europe | Other   | Other  | Total   | Total  |
| Club            | Sezon         | Divizie           | Meciuri   | Goluri    | Meciuri | Goluri | Meciuri | Goluri | Meciuri | Goluri | Meciuri | Goluri |
| --------------- | ------------- | ----------------- | --------- | --------- | ------- | ------ | ------- | ------ | ------- | ------ | ------- | ------ |
| Teleoptik       | 2009–2010     | A Doua Ligă Sârbă | 9         | 0         | —       | —      | —       | —      | —       | —      | 9       | 0      |
| Teleoptik       | 2010–2011     | A Doua Ligă Sârbă | 12        | 0         | 0       | 0      | —       | —      | —       | —      | 12      | 0      |
| Teleoptik       | Total         | Total             | 21        | 0         | 0       | 0      | —       | —      | —       | —      | 21      | 0      |
| Fiorentina      | 2011–2012     | Serie A           | 25        | 2         | 2       | 0      | —       | —      | —       | —      | 27      | 2      |
| Fiorentina      | 2012–2013     | Serie A           | 1         | 0         | 1       | 0      | —       | —      | —       | —      | 2       | 0      |
| Fiorentina      | Total         | Total             | 26        | 2         | 3       | 0      | —       | —      | —       | —      | 29      | 2      |
| Manchester City | 2012–2013     | Premier League    | 21        | 0         | 3       | 0      | 5       | 0      | 1       | 0      | 30      | 0      |
| Manchester City | 2013–2014     | Premier League    | 13        | 0         | 2       | 0      | 4       | 0      | 1       | 0      | 20      | 0      |
| Manchester City | 2014–2015     | Premier League    | 0         | 0         | 0       | 0      | 0       | 0      | 1       | 0      | 1       | 0      |
| Manchester City | Total         | Total             | 34        | 0         | 5       | 0      | 9       | 0      | 3       | 0      | 51      | 0      |
| Schalke 04      | 2014–2015     | Bundesliga        | 16        | 0         | 0       | 0      | 2       | 0      | —       | —      | 18      | 0      |
| Schalke 04      | 2015–2016     | Bundesliga        | 1         | 0         | 1       | 1      | 0       | 0      | —       | —      | 2       | 1      |
| Schalke 04      | 2016–2017     | Bundesliga        | 22        | 0         | 3       | 0      | 10      | 0      | —       | —      | 35      | 0      |
| Schalke 04      | 2017–2018     | Bundesliga        | 24        | 0         | 3       | 0      | —       | —      | —       | —      | 27      | 0      |
| Schalke 04      | 2018–2019     | Bundesliga        | 28        | 1         | 3       | 0      | 6       | 0      | —       | —      | 37      | 1      |
| Schalke 04      | Total         | Total             | 91        | 1         | 10      | 1      | 18      | 0      | —       | —      | 119     | 2      |
| Total carieră   | Total carieră | Total carieră     | 172       | 3         | 18      | 1      | 27      | 0      | 3       | 0      | 220     | 4      |

1. 1 2  Meci în League Cup
2. ↑  Meci în FA Community Shield

### Meciuri la națională
Până pe 27 martie 2018
| Echipa națională a Serbiei | Echipa națională a Serbiei | Echipa națională a Serbiei |
| An                         | Meciuri                    | Goluri                     |
| -------------------------- | -------------------------- | -------------------------- |
| 2012                       | 6                          | 0                          |
| 2013                       | 7                          | 0                          |
| 2014                       | 3                          | 0                          |
| 2015                       | 3                          | 0                          |
| 2016                       | 4                          | 0                          |
| 2017                       | 3                          | 0                          |
| 2018                       | 1                          | 0                          |
| Total                      | 27                         | 0                          |

| Meciuri jucate la națională | Meciuri jucate la națională | Meciuri jucate la națională                                              | Meciuri jucate la națională | Meciuri jucate la națională | Meciuri jucate la națională | Meciuri jucate la națională                              | Meciuri jucate la națională      | Meciuri jucate la națională      | Meciuri jucate la națională |
| #                           | Dată                        | Stadion                                                                  | Adversar                    | Rezultat                    | Rezultat                    | Competiție                                               | Note                             | Note                             |                             |
| --------------------------- | --------------------------- | ------------------------------------------------------------------------ | --------------------------- | --------------------------- | --------------------------- | -------------------------------------------------------- | -------------------------------- | -------------------------------- | --------------------------- |
| 1.                          | 29 februarie 2012           | Stadionul GSZ, Larnaca, Cipru                                            | Cipru                       | 0–0                         | Egal                        | Amical                                                   | Integralist                      | Integralist                      |                             |
| 2.                          | 15 august 2012              | Stadionul Rajko Mitić, Belgrad, Serbia                                   | Republica Irlanda           | 0–0                         | Egal                        | Amical                                                   | Integralist                      | Integralist                      |                             |
| 3.                          | 8 septembrie 2012           | Hampden Park, Glasgow, Scoția                                            | Scoția                      | 0–0                         | Egal                        | Calificări CM 2014 Grupa A                               | Integralist (30')                | Integralist (30')                |                             |
| 4.                          | 11 septembrie 2012          | Stadionul Karađorđe, Novi Sad, Serbia                                    | Țara Galilor                | 6–1                         | Victorie                    | Calificări CM 2014 Grupa A                               | Integralist                      | Integralist                      |                             |
| 5.                          | 12 octombrie 2012           | Stadionul Rajko Mitić, Belgrad, Serbia                                   | Belgia                      | 0–3                         | Înfrângere                  | Calificări CM 2014 Grupa A                               | Time played: 90' (complete game) | Time played: 90' (complete game) |                             |
| 6.                          | 16 octombrie 2012           | Arena Națională Filip al II-lea al Macedoniei, Skopje, Macedonia de Nord | Macedonia de Nord           | 0–1                         | Înfrângere                  | Calificări CM 2014 Grupa A                               | Integralist                      | Integralist                      |                             |
| 7.                          | 6 februarie 2013            | GSP Stadium, Nicosia, Cipru                                              | Cipru                       | 3–1                         | Victorie                    | Amical                                                   | Integralist                      | Integralist                      |                             |
| 8.                          | 22 martie 2013              | Stadionul Maksimir, Zagreb, Croația                                      | Croația                     | 0–2                         | Înfrângere                  | Calificări CM 2014 Grupa A                               | Integralist                      |                                  |                             |
| 9.                          | 26 martie 2013              | Stadionul Karađorđe, Novi Sad, Serbia                                    | Scoția                      | 2–0                         | Victorie                    | Calificări CM 2014 Grupa A                               | Integralist (61')                | Integralist (61')                |                             |
| 10.                         | 6 septembrie 2013           | Stadionul Rajko Mitić, Belgrad, Serbia                                   | Croația                     | 1–1                         | Egal                        | Calificări CM 2014 Grupa A                               | Integralist                      | Integralist                      |                             |
| 11.                         | 10 septembrie 2013          | Stadionul Cardiff City, Cardiff, Țara Galilor                            | Țara Galilor                | 3–0                         | Victorie                    | Calificări CM 2014 Grupa A                               | Integralist                      |                                  |                             |
| 12.                         | 11 octombrie 2013           | Stadionul Karađorđe, Novi Sad, Serbia                                    | Japonia                     | 2–0                         | Victorie                    | Amical                                                   | Integralist                      | Integralist                      |                             |
| 13.                         | 15 octombrie 2013           | Stadionul Jagodina, Jagodina, Serbia                                     | Macedonia de Nord           | 5–1                         | Victorie                    | Calificări CM 2014 Grupa A                               | Integralist                      | Integralist                      |                             |
| 14.                         | 7 septembrie 2014           | Stadionul Partizan, Belgrad, Serbia                                      | Franța                      | 1–1                         | Egal                        | Amical                                                   | Integralist (64')                | Integralist (64')                |                             |
| 15.                         | 11 octombrie 2014           | Stadionul Republican Vazgen Sargsian, Erevan, Armenia                    | Armenia                     | 1–1                         | Egal                        | Calificări Euro 2016 Grupa I                             | Integralist (45')                | Integralist (45')                |                             |
| 16.                         | 14 octombrie 2014           | Stadionul Partizan, Belgrad, Serbia                                      | Albania                     | 0–3                         | Înfrângere                  | Calificări Euro 2016 Grupa ICalificări Euro 2016 Grupa I | A jucat 41 de minute             | A jucat 41 de minute             |                             |
| 17.                         | 29 martie 2015              | Estádio da Luz, Lisabona, Portugalia                                     | Portugalia                  | 1–2                         | Înfrângere                  | Calificări Euro 2016 Grupa ICalificări Euro 2016 Grupa I | Integralist                      | Integralist                      |                             |
| 18.                         | 7 iulie 2015                | NV Arena, Sankt Pölten, Austria                                          | Azerbaidjan                 | 4–1                         | Victorie                    | Amical                                                   | Integralist                      | Integralist                      |                             |
| 19.                         | 13 iulie 2015               | Parken, Copenhaga, Denmark                                               | Danemarca                   | 0–2                         | Înfrângere                  | Calificări Euro 2016 Grupa ICalificări Euro 2016 Grupa I | Integralist                      | Integralist                      |                             |
|                             |                             |                                                                          |                             |                             |                             |                                                          |                                  |                                  |                             |

## Titluri
Manchester City
- Premier League: 2013-2014[21]

Individual
- Cel mai bun jucător tânăr al lui Manchester City: 2012-2013 [10]